# Johann Karl von Mutius
Johann Karl Jakob von Mutius (* 26. Juli 1758 in Börnchen; † 16. Mai 1816 ebenda) war ein deutscher Offizier und preußischer Generalmajor.

## Leben

### Herkunft
Johann Karl Jakob von Mutius war der Sohn des Geheimen Justizrats und Kanzler des Domstifts zu Breslau Franz Joseph von Mutius (1704–1788) und dessen Ehefrau Maria Viktoria, geborene von Rava (1722–1769).

### Militärkarriere
Von Mutius besuchte die schlesischen Ritterakademie in Liegnitz und wurde 1773 als Junker im Kürassierregiment „von Roeder“ der Preußischen Armee angestellt. Er nahm 1778/79 am Bayerischen Erbfolgekrieg und 1794 an der Bekämpfung des Kościuszko-Aufstands teil, nach dessen Niederwerfung er im gleichen Jahr als Rittmeister und Eskadronchef im Husarenregiment „von Lediwary“ aus dem Militärdienst ausschied.
Im Jahr 1801 trat Mutius wieder ein und war 1807 Stabsoffizier des Dragonerregiments „von Rouquette“ Nr. 13, das zur Besatzung von Danzig gehörte. Schon vor Beginn der Belagerung hatte er in einem Gefecht bei Marienwerder den Orden Pour le Mérite erworben. Er übernahm den Befehl über das Krockowsche Freikorps, als dessen Kommandeur er in Kriegsgefangenschaft geriet. Mutius verließ 1810 die Armee, um bereits 1813 bei Beginn der Freiheitskriege wieder einzutreten und kommandierte eine Dragonerbrigade. Er kämpfte bei Groß-Görschen, Bautzen und Haynau, wo er die Nachhut der Schlesische Armee unter Blücher führte.
Als nach Ablauf des Waffenstillstandes der Herbstfeldzug 1813 begann, erhielt er das Kommando über eine Landwehrbrigade bei der Reservekavallerie des Korps Kleist. In der Schlacht bei Kulm befahl er einen Angriff auf französische Infanterie, der fehlschlug. Die Truppe konnte seinen Anforderungen in dem schwierigen Gebirgsgelände nicht entsprechen, wofür er später kritisiert wurde. Für die erfolgreiche Beteiligung seiner Brigade an der Völkerschlacht bei Leipzig erhielt er das Eiserne Kreuz I. Klasse. Während nach der Schlacht das II. preußischen Armeekorps die Stadt Erfurt mit ihrer Zitadelle Petersberg blockierte, blieb Mutius in Leipzig und erkrankte hier schwer am Typhus. Er folgte zwar der Armee später noch nach Frankreich, mit Rücksicht auf seine schlechte Gesundheit nahm er aber sofort nach Friedensschluss endgültig Abschied und starb 1816 in Börnchen.

### Familie
Mutius war seit 13. Oktober 1788 mit Charlotte Friederike, geborene Freiin von Lützow (* 23. Dezember 1758; † 3. September 1811) verheiratet. Das Paar hatte drei Kinder:
- Franz Bernhard Eugen Reimar Karl (* 6. April 1790 in Oels; † 26. September 1858)

⚭ Luise Helene Auguste Gräfin von Zedlitz und Leipe (* 10. Oktober 1797; † 13. Mai 1864)
- Friederike Antonie Franziska Luise (* 28. März 1792 in Oels; † 31. Dezember 1857)

⚭ 1817 Otto Delfin von Plotho († 18. August 1842)
⚭II Max Gustav Erdmann Josef Graf von Roedern (* 17. Juli 1816; † 2. April 1898)
- Ludwig (1796–1866), preußischer General der Kavallerie ⚭ Helene Marie von Roeder (* 16. Oktober 1801; † 31. Juli 1872)